# 郭可讱
郭可讱（1915年—1989年），福建侯官（今福州市）人，祖籍福清，中国铸造理论专家，曾任大连工学院教授、博士生导师。